# Olympische Sommerspiele 1972/Fechten – Säbel Mannschaft (Männer)
Der Mannschaftswettkampf im Säbelfechten der Männer bei den Olympischen Spielen 1972 in München wurde am 3. und 4. September in den Fechthallen 1 und 2 auf dem Messegelände Theresienhöhe ausgetragen.

## Mannschaften
| Bulgarien                                                                              | BR Deutschland                                                             | Polen                                                                            | Großbritannien                                                          | Großbritannien                                                                   |
| -------------------------------------------------------------------------------------- | -------------------------------------------------------------------------- | -------------------------------------------------------------------------------- | ----------------------------------------------------------------------- | -------------------------------------------------------------------------------- |
| Christo Christow Stojko Liptschew Anani Michajlow Walentin Nikolow Boris Stawrew       | Walter Convents Volker Duschner Knut Höhne Dieter Wellmann Paul Wischeidt  | Józef Nowara Krzysztof Grzegorek Zygmunt Kawecki Jerzy Pawłowski Janusz Majewski | David Acfield Richard Cohen Rodney Craig John Deanfield Richard Oldcorn | David Acfield Richard Cohen Rodney Craig John Deanfield Richard Oldcorn          |
| Italien                                                                                | Frankreich                                                                 | Österreich                                                                       | Vereinigte Staaten                                                      | Vereinigte Staaten                                                               |
| Michele Maffei Rolando Rigoli Cesare Salvadori Mario Aldo Montano Mario Tullio Montano | Régis Bonnissent Bernard Dumont Bernard Vallée Philippe Bena Serge Panizza | Hanns Brandstätter Bernd Brodar Fritz Prause Günther Ulrich                      | Paul Apostol Robert Dow Alfonso Morales Alex Orban                      | Paul Apostol Robert Dow Alfonso Morales Alex Orban                               |
| Rumänien                                                                               | Schweiz                                                                    | Sowjetunion                                                                      | Ungarn                                                                  | Kuba                                                                             |
| Dan Irimiciuc Iosif Budahazi Gheorghe Culcea Constantin Nicolae Octavian Vintilă       | Alain Barudoni Sandor Gombay Istvan Kulcsar Janos Mohoss Toni Reber        | Mark Rakita Wiktor Sidjak Wladimir Naslymow Eduard Winokurow Wiktor Baschenow    | Tibor Pézsa Péter Marót Péter Bakonyi Tamás Kovács Pál Gerevich         | Hilario Hipólito Guzmán Salazar Francisco de la Torre Manuel Ortiz Manuel Suárez |

## Ergebnisse

### Vorrunde

#### Pool 1
| Platz | Nation    | S | N | ET | GT |
| ----- | --------- | - | - | -- | -- |
| 1     | Ungarn    | 2 | 0 | 21 | 7  |
| 2     | Rumänien  | 1 | 1 | 14 | 14 |
| 3     | Bulgarien | 0 | 2 | 9  | 23 |

| Gefecht  | Gefecht   | Ergebnis |
| -------- | --------- | -------- |
| Ungarn   | Rumänien  | 9:4      |
| Ungarn   | Bulgarien | 12:4     |
| Rumänien | Bulgarien | 11:5     |

#### Pool 2
| Platz | Nation             | S | N | ET | GT |
| ----- | ------------------ | - | - | -- | -- |
| 1     | Frankreich         | 2 | 0 | 20 | 10 |
| 2     | Kuba               | 1 | 1 | 14 | 16 |
| 3     | Vereinigte Staaten | 0 | 2 | 2  | 12 |

| Gefecht    | Gefecht            | Ergebnis |
| ---------- | ------------------ | -------- |
| Frankreich | Kuba               | 9:5      |
| Frankreich | Vereinigte Staaten | 11:5     |
| Kuba       | Vereinigte Staaten | 9:7      |

#### Pool 3
| Platz | Nation         | S | N | ET | GT |
| ----- | -------------- | - | - | -- | -- |
| 1     | Sowjetunion    | 2 | 0 | 19 | 13 |
| 2     | Italien        | 1 | 1 | 20 | 12 |
| 3     | Großbritannien | 0 | 2 | 9  | 23 |

| Gefecht     | Gefecht        | Ergebnis |
| ----------- | -------------- | -------- |
| Sowjetunion | Italien        | 9:7      |
| Sowjetunion | Großbritannien | 10:6     |
| Italien     | Großbritannien | 13:3     |

#### Pool 4
| Platz | Nation         | S | N | ET | GT |
| ----- | -------------- | - | - | -- | -- |
| 1     | Polen          | 3 | 0 | 35 | 13 |
| 2     | BR Deutschland | 2 | 1 | 25 | 23 |
| 3     | Österreich     | 1 | 2 | 20 | 28 |
| 4     | Schweiz        | 0 | 3 | 16 | 32 |

| Gefecht        | Gefecht        | Ergebnis |
| -------------- | -------------- | -------- |
| Polen          | BR Deutschland | 11:5     |
| Polen          | Österreich     | 12:4     |
| Polen          | Schweiz        | 12:4     |
| BR Deutschland | Österreich     | 8:8      |
| BR Deutschland | Schweiz        | 12:4     |
| Österreich     | Schweiz        | 8:8      |

### Finalrunde
|  | Viertelfinale  | Viertelfinale |             |          | Halbfinale      | Halbfinale |  |  | Finale | Finale |
|  |                |               |             |          |                 |            |  |  |        |        |
|  |                |               |             |          |                 |            |  |  |        |        |
|  | Ungarn         | 9             |             |          |                 |            |  |  |        |        |
|  | Ungarn         | 9             |             |          |                 |            |  |  |        |        |
|  | Kuba           | 2             |             |          |                 |            |  |  |        |        |
|  | Kuba           | 2             | Ungarn      | 7        |                 |            |  |  |        |        |
|  |                |               | Ungarn      | 7        |                 |            |  |  |        |        |
|  |                | Sowjetunion   | 9           |          |                 |            |  |  |        |        |
|  | Sowjetunion    | Sowjetunion   | 9           | 9        |                 |            |  |  |        |        |
|  | Sowjetunion    |               |             | 9        |                 |            |  |  |        |        |
|  | BR Deutschland | 4             |             |          |                 |            |  |  |        |        |
|  |                |               | Sowjetunion | 5        |                 |            |  |  |        |        |
|  |                |               |             | Italien  | 9               |            |  |  |        |        |
|  | Polen          | 2             |             |          |                 |            |  |  |        |        |
|  | Italien        | 9             |             |          |                 |            |  |  |        |        |
|  | Italien        | 9             | Italien     | 9        |                 |            |  |  |        |        |
|  |                |               | Italien     | 9        | Duell um Bronze |            |  |  |        |        |
|  |                | Rumänien      | 7           |          |                 |            |  |  |        |        |
|  | Frankreich     | Rumänien      | 7           | 4        | Ungarn          | 8          |  |  |        |        |
|  | Frankreich     |               |             | 4        | Ungarn          | 8          |  |  |        |        |
|  | Rumänien       | 9             |             | Rumänien | 7               |            |  |  |        |        |
|  | Rumänien       | 9             |             |          | 7               |            |  |  |        |        |
|  |                |               |             |          |                 |            |  |  |        |        |

|  | Platzierungsrunde | Platzierungsrunde |      |       | Gefecht um Platz 5 | Gefecht um Platz 5 |
|  |                   |                   |      |       |                    |                    |
|  |                   |                   |      |       |                    |                    |
|  | Kuba              | 9                 |      |       |                    |                    |
|  | BR Deutschland    | 6                 |      |       |                    |                    |
|  |                   |                   | Kuba | 5     |                    |                    |
|  |                   |                   |      | Polen | 9                  |                    |
|  | Polen             | 9                 |      |       |                    |                    |
|  | Frankreich        | 6                 |      |       |                    |                    |
|  |                   |                   |      |       |                    |                    |